# Sant'Angelo Le Fratte
Sant'Angelo Le Fratte es una localidad italiana de la provincia de Potenza, región de Basilicata, con 1.482 habitantes.

## Evolución demográfica
| Gráfica de evolución demográfica de Sant'Angelo Le Fratte entre 1861 y 2001 |
|                                                                             |
| Fuente ISTAT - Elaboración gráfica por parte de Wikipedia                   |